# Anna Disselnkötter
Anna Disselnkötter, de son vrai nom Anita Haas (née le 28 janvier 1904 à Diedenhofen, morte le 23 novembre 2006 à Cassel) est une travailleuse sociale allemande, honorée comme Justes parmi les nations.

## Biographie
Son père meurt pendant la Première Guerre mondiale. Au début des années 1920, la famille déménage à Baden-Baden, où Disselnkötter devient membre du Jugendbewegung de Francfort-sur-le-Main et rejoint le SPD à l'occasion de son 18e anniversaire. À Francfort, elle suit une formation d'assistante sociale. À Cologne, elle rencontre le pasteur Walther Disselnkötter, ils se marient à Baden-Baden en 1930 et ont quatre enfants. En 1930, le couple s'installe à Sensweiler, où Walther Disselnkötter prend son premier pastorat. Sur l'insistance de la direction de l'église, Walther Disselnkötter est transféré en 1937, la famille déménage à Züschen. Peu de temps après la prise du pouvoir par les nazis, le couple Disselnkötter rejoint l'Église confessante. Le couple vit la nuit de Cristal avec leurs enfants à Züschen ; lorsqu'une épicerie juive est pillée, les Disselnkötter tentent en vain d'intervenir. Par d'autres moyens également, le couple essaie de défendre leurs concitoyens juifs et résistent à la politique nazie de la Gleichschaltung. Le couple est un ami proche de Margarete et Paul Schneider.
Le 28 janvier 1945, devant la porte du presbytère, une femme se présente sous le nom de Mme Schmidt, prétend venir d'Allenstein et fuir l'Armée rouge. Mme Schmidt est en fait Rahel Ida Plüer, née Schild, l'épouse juive d'un dentiste aryen. Afin de lui sauver la vie, le couple Plüer a simulé le suicide de Rahel et s'est enfui. Disselnkötter soupçonne que la femme est juive et la cache, sachant également que si la vérité était révélée, cela signifierait au mieux une déportation vers un camp de concentration. Pendant environ trois mois, jusqu'à la libération par les Américains le Vendredi saint 1945, Plüer est cachée chez les Disselnkötter, munie d'une carte d'identité de remplacement qu'il avait demandée au maire. Après la Seconde Guerre mondiale, les Disselnkötter accueille les expulsés allemands.
En 1946, Walther Disselnkötter change de nouveau de pastorat et vient à Bad Wildungen. Anna Disselnkötter soutient les personnes handicapées mentales, participe à la fondation de la Popote roulante à Wildungen et gère une maison pour les mères ayant besoin de détente.
Le 20 juin 1996, les Disselnkötter sont honorés par l'État d'Israël comme Justes parmi les Nations pour avoir sauvé Rahel Plüer.